# Zure regen

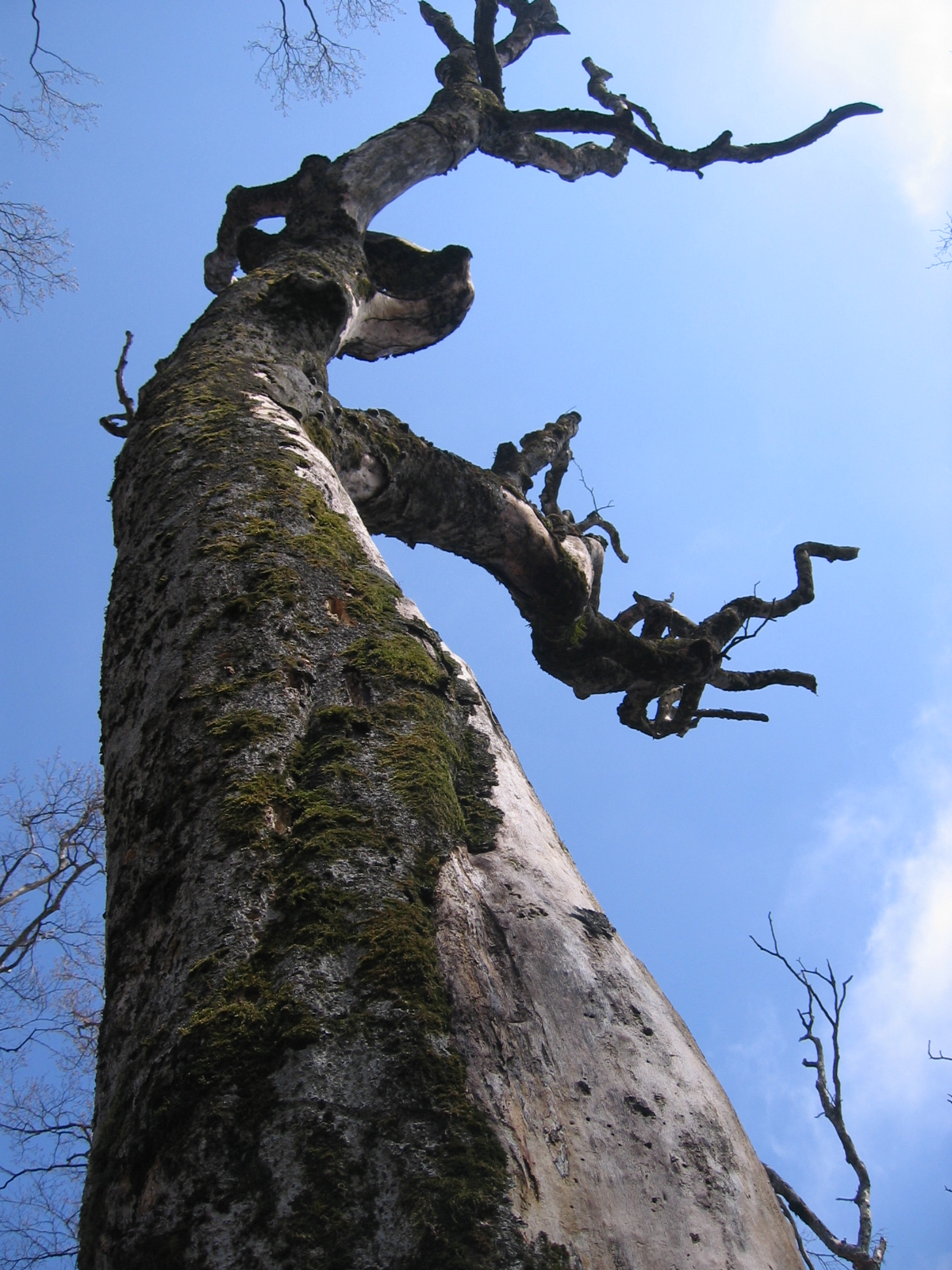
Een gestorven beuk

Zure regen, zure neerslag of zure depositie is  een verzamelnaam voor neerslag die ongewoon zuur is. Neutraal water heeft een pH van 7. Hoe zuurder de regen, hoe lager de pH. Regen heeft gewoonlijk een pH tussen de 6.5 en 8.5. Bij een pH onder de 5.2 spreken we van zure regen.  
Zure regen ontstaat wanneer voornamelijk zwaveldioxide (SO2) en  stikstofoxiden (NOx) reageren met water in de atmosfeer.  Stikstofoxiden (NOx) is een verzamelnaam voor stikstofmonoxide (NO) en stikstofdioxide (NO2).  
De zure regen kan leiden tot ecologische schade. Bijvoorbeeld doordat de zuren rechtstreeks de bladerenof boombast beschadigen. Ook spoelen mineralen weg uit de bodem door bodemverzuring.
In het Verdrag grensoverschrijdende luchtverontreiniging over lange afstand van 1979 en latere toegevoegde protocollen spraken landen voor het eerst af om verzuring tegen te gaan. Het Planbureau voor de Leefomgeving stelt dat in West-Europa sinds 1980 de uitstoot van zwaveldioxide met 75% omlaag is gegaan  en de uitstoot van stikstofoxiden met 30%

## Terminologie
Zure regen is een verzamelnaam voor verschillende vormen van verzuring van het milieu (bijvoorbeeld verzuring van de bodem of de oceaan). De term zure regen is niet helemaal juist; het zou in dit verband beter zijn om te spreken van zure neerslag, zure depositie of zuurdepositie. Zure depositie komt namelijk niet alleen in natte vorm voor, maar ook in droge vorm. Daarnaast bestaat er ook een derde vorm, wanneer depositie plaatsvindt via nevel of mist, de zogenaamde occulte depositie. Occulte depositie speelt vooral in bergachtige gebieden een rol.
Regen behoort enigszins zuur te zijn. Dit is een natuurlijk verschijnsel. Natuurlijke regen heeft een pH van ongeveer 6. Bij een pH beneden de 5 spreken we van zure regen (echter: een betere maat voor de vervuilende werking van de neerslag is de som van de verzurende bestanddelen, oftewel van de ammonium-, nitraat- en sulfaatconcentraties). Veel bronnen van zure regen komen vanuit de natuur, bijvoorbeeld de grote hoeveelheden zwaveloxiden die worden uitgestoten bij vulkaanuitbarstingen.
De 'zuurste' regen die voor zover bekend op aarde is gevallen, viel in 1983 in de streek Inverpolly in Schotland. In het regenwater is toen een pH van 1,87 gemeten.

## Optredende reacties
De meest voorkomende reacties die zure regen produceren zijn die door zwaveldioxide en door stikstofoxiden. 

#### Reacties bij zwaveldioxide
Zwavelzuur wordt gevormd doordat zwaveldioxide door zuurstofgas in de lucht wordt geoxideerd tot zwaveltrioxide:
{\displaystyle \mathrm {2\ SO_{2}\ +\ O_{2}\longrightarrow \ 2\ SO_{3}} }
Dit zwaveltrioxide ondergaat vervolgens hydrolyse door de waterdamp:
{\displaystyle \mathrm {SO_{3}\ +\ H_{2}O\ \longrightarrow \ H_{2}SO_{4}} }

#### Reacties bij stikstofoxiden
Stikstofdioxide hydroliseerd  tot salpeterigzuur en salpeterzuur
{\displaystyle \mathrm {2\ NO_{2}\ +\ H_{2}O\ \longrightarrow \ HNO_{2}\ +\ HNO_{3}} }
Stikstofdioxide kan ook dimeriseren tot distikstoftetraoxide, dat op analoge wijze gehydrolyseerd wordt:
{\displaystyle \mathrm {N_{2}O_{4}\ +\ H_{2}O\ \longrightarrow \ HNO_{2}\ +\ HNO_{3}} }

#### Overige reacties
Hoewel ammoniak niet direct tot neerslag met een lage pH leidt kan dit wel leiden to bodemverzuring. In Nederland is dit een onderdeel van de stikstofcrisis. Ammoniak (NH3) en vluchtige organische stoffen kunnen afkomstig zijn van de uitlaatgassen van auto's en van de verbranding van zwavelhoudende en stikstofhoudende brandstoffen zoals mazout, stookolie en benzine. 
In de atmosfeer reageert ammoniak met salpeterzuur tot  ammoniumnitraat. Dit splits zich in de bodem op in ammonium en nitraat.
In de bovenste minerale bodemlaag, de A-horizont, zorgen bacteriën voor de omzetting van ammonium (NH4+) in nitraat (NO3−). Dit wordt nitrificatie genoemd.
{\displaystyle \mathrm {NH_{4}^{+}\ +\ 2\ O_{2}\ \longrightarrow \ NO_{3}^{-}\ +\ H_{2}O\ +\ 2\ H^{+}} }
Hierbij komen 2 waterstofionen vrij, die eveneens een verzurende werking hebben en een daling van de pH van de bodem in hand werken.
Samen met water vormen zij daar zuren; zwavelzuur (H2SO4) en salpeterzuur (HNO3).

## Gevolgen
Wanneer het regenwater met zwavelzuur of salpeterzuur op kalkarme grond valt, dan wijzigt hierdoor de zuurtegraad (pH) van de bodem. Dit kan tot ernstige ecologische schade leiden, aangezien alle levende organismen slechts binnen bepaalde pH-waarden kunnen overleven.
Grofweg kan men vijf plaatsen onderscheiden waar zure depositie haar sporen nalaat:

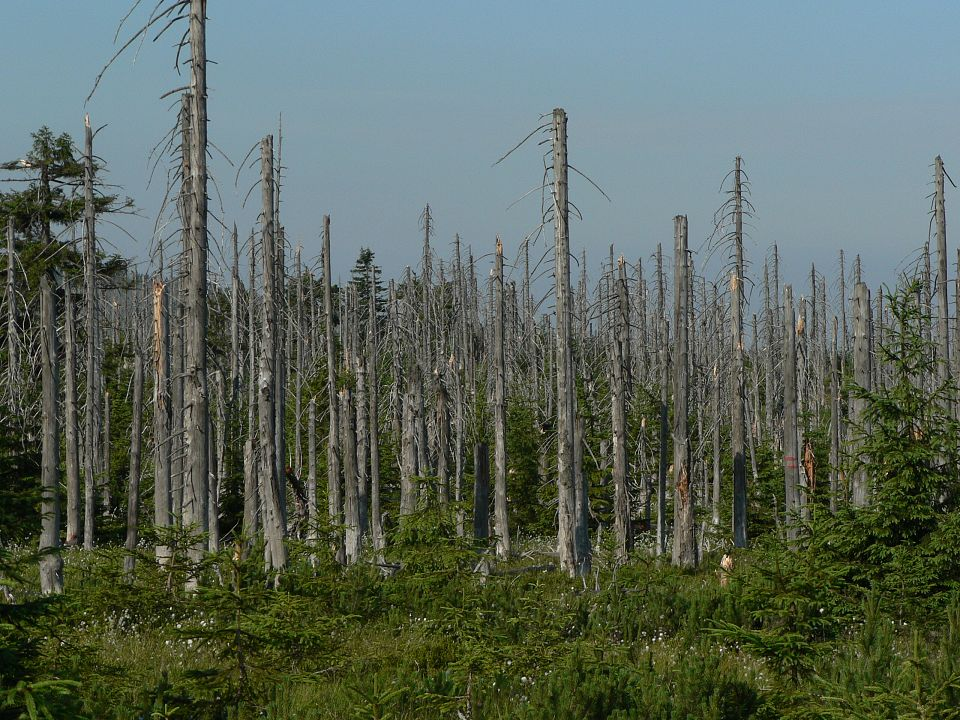
Afgestorven naaldbomen in Tsjechië zouden het gevolg kunnen zijn van zure regen
Zwaveluitstoot uit een kolencentrale
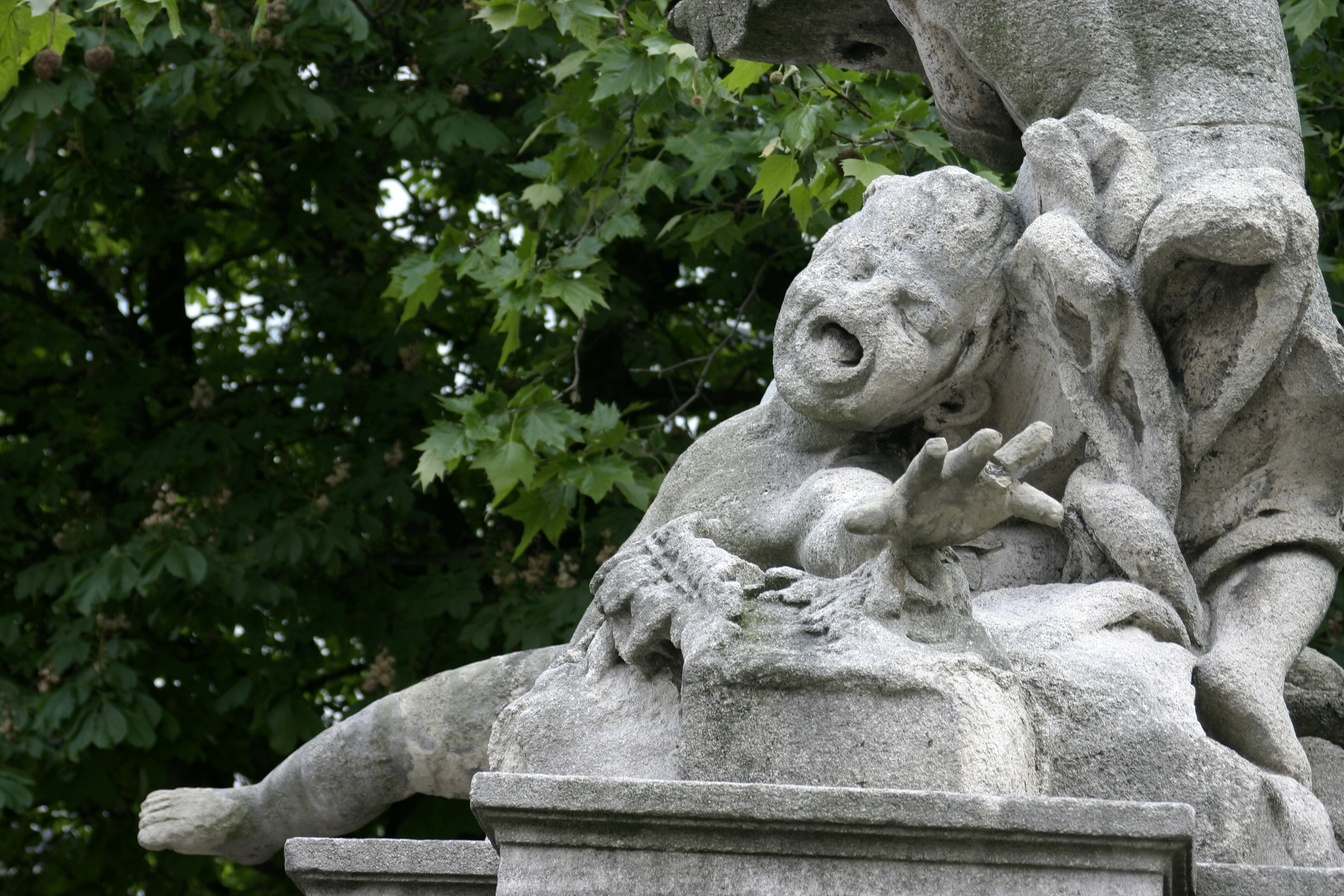
Door zuur aangetaste kalksteen

### Water
Het zuur is er de oorzaak van dat grond- en oppervlaktewater een lagere pH-waarde krijgen, waardoor het ecosysteem van vijvers en meren verstoord kan worden. Dieren en planten kunnen sterven, inbegrepen de bomen, die nodig zijn voor vastlegging van koolstofdioxide en productie van zuurstof.

### Flora
De gebieden waar de epifytische planten zoals mossen en vooral korstmossen vrijwel verdwenen zijn of sterk achteruitgegaan zijn de zogenoemde epifytenwoestijnen. Al sinds 1930 wordt onderzoek gedaan naar het verdwijnen van epifyten rond steden en industrieterreinen als gevolg van de daar voorkomende hoge concentraties zwaveldioxide en stikstofverbindingen in de atmosfeer. In 1958 heeft J.J. Barkman epifytenwoestijnen (een door hem gemunte term) in Nederland in kaart gebracht. Om latere veranderingen in de situatie te kunnen waarnemen werd de inventarisatie in de zeventiger jaren herhaald door de Werkgroep Herkartering Epifyten in Nederland (WHEN). Een andere aanleiding van de herkartering was dat luchtverontreiniging schade kan toebrengen aan ecosystemen en de gezondheid.
Het zuur heeft op verschillende manieren een negatieve invloed op planten; de beschermlagen van een plant wordt aangetast. Het zuur tast bijvoorbeeld de huidmondjes en de beschermende waslaag van bladeren en naalden aan, waardoor een plant kan uitdrogen. Tevens kan het zuur in het blad doordringen en de voedingsstoffen uitspoelen, die de wortels niet op tijd kunnen aanvullen. Door deze processen gaan de bladeren en naalden verkleuren. De neerslag die langs de bomen afstroomt, tast de takken of stam aan waardoor deze gaan scheuren en schimmels vrij spel krijgen. Zure depositie in de bodem kan schade aan het wortelstelsel toebrengen, waardoor planten minder goed in staat zijn water en andere voedingsstoffen op te nemen.

### Bodem
Aanvankelijk zal een hoeveelheid zuur die aan de bodem wordt toegevoegd worden geneutraliseerd door een aanwezige natuurlijke buffer van kalk, mineralen en organisch materiaal (humus). Wanneer de grenswaarden van deze buffer worden overschreden, dan daalt de zuurgraad van de bodem en zullen door middel van chemische processen meer metalen (vooral aluminium) vrijkomen in de bodem die voor het gehele milieu van zowel planten, dieren als mensen schadelijk zijn (aluminiumtoxiciteit). Het evenwicht van de voedingsstoffen is verstoord. Er ontstaat een tekort aan calcium, fosfor, magnesium en kalium. Daarnaast zorgt een verzuurde bodem voor een vermindering van de biodiversiteit in en op de bodem.
Zandgronden bevatten over het algemeen weinig kalk, en het zuur kan er dus niet onschadelijk gemaakt worden; er bestaat een geringe buffercapaciteit. De gevolgen van de zure neerslag zijn daar dan ook het duidelijkst en worden er het eerst opgemerkt. Een van de manieren om de effecten van zure regen op de bodem te verminderen, is het strooien van (ongebluste) kalk. Bekalking van bosbodems staat echter ter discussie, want dit versnelt de mineralisatie, waardoor meer stikstof ter beschikking komt en de groei van stikstofminnende ruigtekruiden zoals de grote brandnetel bevorderd wordt. Ook bepaalde uitheemse plantensoorten kunnen hierdoor gaan domineren.

### Mens
De schadelijke stoffen die in de lucht aanwezig zijn veroorzaken aandoeningen aan longen en luchtwegen. Ozon en stikstofoxiden gaan na inademing allerlei reacties aan met longweefsel. Ammoniak in hoge concentraties kan onder andere benauwdheid, irritatie van ogen en hoofdpijn veroorzaken.

### Gebouwen
Zuren tasten sommige materialen aan, waaronder steensoorten (vooral de calciumhoudende, zoals kalksteen). Stenen lossen hierdoor op. Gebouwen worden aangetast door zure regen, doordat het zuur de steen oplost. In Vlaanderen zijn veel gebouwen vb: Sint-Baafskathedraal in Gent en Sint-Walburga(Oudenaarde) gebouwd met Balegemse steen welke zeer gevoelig is aan zure regen.
Ook metalen gaan sneller roesten, verf en plastics hebben last van zure regen.
Ook beelden, glas-in-loodramen worden hierdoor beschadigd. Zuren reageren met deze materialen.
Ook kunnen de stenen barsten omdat calciumoxide (CaO) wordt omgezet in calciumsulfaat (CaSO4). Calciumsulfaat heeft een groter volume en doet daardoor de stenen barsten.

## Geschiedenis
Zure regen werd als eerste in Zweden en Noorwegen vastgesteld. In de jaren 50 en 60 van de twintigste eeuw werd in enkele meren een dramatische teruggang van de visstand geconstateerd. Op basis hiervan werd er een groot onderzoek gestart. In kleinere meren verminderde de vis sneller dan in de grotere meren. Het leek alsof de vissen verdronken in zuur water. Ze werden te "waterig", doordat ze hun lichaamszouten verloren en te veel water moesten opnemen om de tekorten aan te vullen (zie osmose). In verschillende gebieden begon men dan ook met het uitstrooien van kalk in de meren, omdat de kalk met het zuur reageert en de zuren zo deels onschadelijk worden gemaakt.
Verzuring bij vissen bleek samen te gaan met veranderingen in de voedselketens op elk niveau. In zoet water vormen vissen de top van de voedselpiramide. Hierdoor hebben ze grote invloed op de instandhouding van de kringlopen ervan. De term zure regen raakte in de jaren 70 binnen een kleine kring van wetenschappers verder bekend, maar het duurde tot 1982 voordat deze term ook bij het grote publiek ingeburgerd raakte.

### Waldsterben
Zure regen raakte vooral bekend door het afsterven van naaldbossen. Vele miljoenen hectaren Europees bos leken door de gevolgen van zure regen getroffen te zijn. Zelfs bij volwassen bomen moet de beschadiging behoorlijk zijn voor deze dodelijk is, omdat daardoor hun weerstand tegen vorst en schimmel aantasting enigszins wordt verzwakt. Door de luchtvervuiling wordt de groei van bossen minimaal geremd zonder dat uitwendige schade wordt aangebracht. De dramatische bossterfte waarop de Duitse bodemkundige Bernhard Ulrich rond 1981 de aandacht vestigde, bracht de doorbraak. Ulrich suggereerde ontdekt te hebben dat de bodems onder zwaar aangetaste bossen in het Ertsgebergte sterk waren verzuurd en hij nam aan dat de boomwortels schade ondervonden van het aluminium dat daarbij vrij kwam. Het waldsterben zou zich over grote delen van west en Centraal-Europa verspreiden, meende hij. Het werd steeds duidelijker gesuggereerd dat zure neerslag een verschijnsel was met vergaande ecologische effecten en dat maatregelen nodig waren. Niet zozeer de kennis van de schade, maar vooral de suggestie van dramatische toeneming van de schade was er de oorzaak van dat de term zure regen zich ontwikkelde van een wetenschappelijk begrip tot een volksuitdrukking waarmee bijna het totaal van de luchtverontreiniging werd bedoeld.
In 1995 herriep Ulrich zich en trok zijn waarschuwing voor het grosse waldsterben in, vanwege het ontbreken van wetenschappelijk bewijs. Hij schreef: "The null hypothesis (no effects of air pollutants on forest ecosystems) can be considered to be falsified. Forest ecosystems are in transition. The current state of knowledge is not sufficient to define precisely the final state that will be reached, given continuously changing environmental conditions and human impacts. The hypothesis, however, of large-scale forest dieback in the near future is not backed by data and can be discarded".
Volgens de huidige stand van de wetenschap is schade aan bossen niet aan de hand van één oorzaak te beschrijven, maar is het een complexe samenloop van factoren als weer, klimaat, ziekten (schimmels, virussen), bodemcondities (verzuring en vermesting) en plagen (insecten).

## Doelstellingen

### Nederland
Nederland heeft zich gecommitteerd aan enkele doelstellingen met betrekking tot de reductie van zure regen.
Dankzij de invoering van rookgasontzwavelingsinstallaties bij elektriciteitscentrales en raffinaderijen zijn emissies van zwaveldioxide in Nederland met 89% gedaald sinds 1980. De invoer van de driewegkatalysator bij personenauto’s zorgde voor een emissiedaling van stikstofoxiden met 40%. Ook de emissie van ammoniak is afgenomen. Dankzij deze maatregelen is de hoeveelheid zure regen in Nederland sterk afgenomen en is het proces van de bodemverzuring sterk vertraagd. Hoewel op bepaalde plaatsen herstel is te zien (zoals de terugkeer van bepaalde korstmossen in het bos), worden kritische depositieniveaus nog steeds overschreden, waarmee veel ecosystemen nog steeds risico lopen. Ondanks alle maatregelen behoren Nederlandse emissieniveaus per km2 van bijvoorbeeld NOx toch nog tot de hoogste van Europa.
Nederland kent de volgende tussentaakstellingen met betrekking tot de depositie: in 2000 maximaal 2400 zuurequivalenten per hectare (z-eq/ha) gemiddeld over Nederland, en in 2010 maximaal 1400 z-eq/ha gemiddeld op bos. In de periode van 1980 tot 1998 was er een gunstige ontwikkeling te zien: de gemiddelde depositie van potentieel zuur op Nederland die uit metingen werd afgeleid, was met bijna 50% gedaald. De ruimtelijke verdeling van de zure depositie veranderde in deze periode vrijwel niet. In het Noorden en delen van het Westen lag de depositie onder de 4000 z-eq/ha per jaar. In Oost-Brabant en de Gelderse Vallei - gebieden met intensieve veehouderij - lag de depositie veelal nog boven de 6000 z-eq/ha per jaar. Juist in of nabij veel van de voor verzuring gevoelige gebieden was de zure depositie dus het hoogst.
De zuurconcentratie in 2007 lag op 7,34 mg per 100ml. In november 2010 maakte de Nederlandse regering bekend dat verzuring als gevolg van zure neerslag in de laatste 30 jaar met 50% was afgenomen.